# Mabea elata
Mabea elata är en törelväxtart som beskrevs av Julian Alfred Steyermark. Mabea elata ingår i släktet Mabea och familjen törelväxter. Inga underarter finns listade i Catalogue of Life.